# 스팸 광고
스팸(spam, 순화 용어: 쓰레기편지)는 전자 우편, 게시판, 문자 메시지, 전화, 인터넷 포털 사이트의 쪽지 기능 등을 통해 불특정 다수의 사람들에게 보내는 광고성 편지 또는 메시지를 말한다.

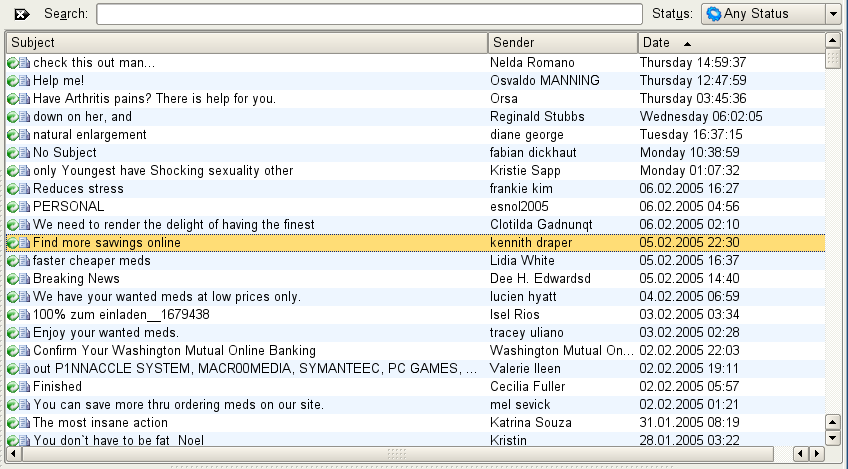
K메일을 통해서 본 스팸 메일.

## 유래
1930년대 후반 당시 영국에는 먹을 것이 없었고, 스팸이라는 통조림을 미국이 지원해 주어서 먹을 것은 스팸 빼고는 하나도 없고 스팸이 거리에 넘쳐나자 생긴 유래어이다.

## 스패머들의 수법

### 스팸메일
스팸의 대부분은 성인 화상 채팅 등의 음란물 사이트, 저작권이 있는 지적 재산인 영화, 가요 등을 동영상, mp3로 변환하여 올려서 누리꾼들이 다운로드하게 하는 와레즈 사이트의 선전, 대출 광고, 특정제품의 광고 및 홍보 등을 목적으로 하고 있으며, 스팸을 보내는 스패머들은 인터넷상의 메일링 리스트를 가로채기, 유즈넷에 포스팅되는 헤더를 스캔하는 방법 등으로 예비고객 명단을 확보한 후 유즈넷 뉴스그룹, 인터넷 포털사이트, 전자우편 사용자를 대상으로 무분별하게 기사를 올리거나 조작된 메일 주소로 메일을 보내고 있다. 심지어는 광고성 블로그를 만드는 경우도 있는데, 이러한 스팸 블로그들은 운영자가 신고를 받거나 적발되면 규정에 따라 모두 삭제하여 근절되지만, 블로그 서비스 운영자가 규정에 따라 스팸 블로그를 삭제할 때에 대비하여 주민등록번호를 도용하여 여러 개의 스팸 블로그를 만들거나, 삭제되면 주소만 바꿔서 스팸 블로그를 다시 만들기 때문에 근절이 쉽지 않다. 스패머들이 합법적인 메일링리스트 개설 등의 방법을 통하지 않고 이러한 편법을 사용하는 것은 이런 스팸의 대부분은 내용 면에서 폰팅, 성인 화상채팅등의 음란사이트, 와레즈 사이트 선전등의 불법성을 띠거나, 사기성을 띤 내용을 갖고 있기 때문이다. 2008년 3월에는 악성코드로 도용한 다른 사람의 개인정보로 도박 사이트를 광고하는 스팸메일과 스팸성 게시물을 유포하던 일당이 경찰청 사이버테러대응센터에 의해 적발된 사례가 있다.

### 휴대전화를 이용한 스팸전화와 스팸메시지
휴대전화를 이용한 스팸수법으로는 대행업체와 계약, 적발시 전화번호를 바꿔가며 대포폰(범죄 조사 회피를 목적으로 목적으로 타인의 명의로 가입한 휴대전화)로 스팸성 문자 메시지를 보내거나, 일반 전화번호나 휴대전화 번호를 가장한 전화번호 등으로 전화를 걸어, 휴대전화 이용자가 받으면 녹음된 광고성 멘트를 내보내는 음성 광고전화 수법이 있다. 특히 음성 광고전화 업자들은 전화벨이 한 두번 울리다가 끊기게 해서, 피해자가 호기심에 전화를 받으면 대출을 홍보하거나 폰팅(유료 음란성 전화 대화서비스)으로 연결되게 하는 원링(One-Ring) 스팸수법을 사용하는데, 휴대전화 사용자들로 하여금 정신적 스트레스를 받게 한다. 원링 스패머들은 대부분 ‘대포폰’이나 미리 비용을 지불한‘선불폰’을 사용하고 있으며, 전화번호가 삭제되면 다른 전화번호를 만들어내서 스팸전화를 걸기 때문에 근절이 쉽지 않다. 060, 030등의 유료 전화번호로 오는 문자메시지나 전화를 이용하는 수법도 있는데, 현재 대한민국의 이동통신사들은 스팸 차단서비스로 이를 차단하고 있다. 현재 대한민국에서는 사전동의가 없는 스팸발송에 대해 성격에 따라 3천만원 이하의 과태료를 부과하는 등의 처벌을 하고 있는데, 이에 대해 과태료 부과는 금액이 너무 적어 스팸발송 근절효과가 없으므로, 스팸전화로 번 돈을 모두 회수해야 한다는 비판도 있다.
최근에는 이렇게 스팸 메시지를 발송해서 소액 결제를 유도하거나 개인정보를 요구하는 스미싱이라는 신종 피싱 수법이 생겨나고 있어서 문제가 되고 있다.

### 재택알바를 이용한 스팸
최근 메일 서비스 업체마다 스팸메일을 걸러 주고 휴대전화를 이용한 스팸 수법도 이동통신사들이 무료로 차단해 스패머들이 머리를 내서 새로 고안한 방법 중 하나이다. 일명 재택알바라고 하는데 집에서 있는 사람에게 자신의 블로그, 모든 온라인 커뮤니티에서 어디서든 광고를 하는 방법이다. 자신의 블로그에 각종 키워드에 맞는 정보를 올리지 않고 그 키워드에 대한 광고글만 올리며 카페, 트위터, 심지어는 인터넷 쇼핑몰 리뷰까지 광고로 도배하는 수법이다. 이는 예전에 컴퓨터 하나가 스팸 문구를 한 커뮤니티에 뿌리면 그 컴퓨터만 차단하면 되었지만 재택알바 스패머들은 많아서 차단하기 힘들고 실제로 직접 본인이 쓴 글이므로 포털사이트의 검색 알고리즘에도 상위에 노출된다. 하지만 이런 스팸은 각 커뮤니티에서 차단하고만 있고 법적으로 재제가 없으므로 막을 방법이 없다.

## 스팸 방지방법
한국정보보호진흥원에서는 다음과 같은 스팸 방지법을 제안한다.
전자우편
1. 인터넷 웹사이트, 게시판 등에 전자우편 주소를 남기지 않기
2. 인터넷서비스 가입시 광고메일 '수신하지 않음'을 선택하기
3. 이메일 프로그램 또는 서비스의 다양한 차단기능 활용하기
4. 광고메일은 열어보거나 응답하지 않고 바로 삭제하기
5. 미성년자는 포탈의 청소년 전용계정 이용하기
6. 불법스팸은 한국인터넷진흥원으로 신고하기

휴대전화
1. 이동통신회사의 060 일괄차단 서비스 신청하기- 휴대전화에서 이동통신사 고객센터(국번없이 114)로 신청 가능(무료)
2. 단말기의 스팸차단 기능을 적극 활용하기 - 2007년 이후 단말기에서 제공함.
3. 전화번호가 공개 또는 유출되지 않도록 철저하게 관리하기
4. 060 등 스팸전화로 의심되는 경우 응답하지 않기
5. 불필요한 전화광고 수신에 동의하지 않기
6. 불법스팸은 한국인터넷진흥원 보관됨 2009-05-14 - 웨이백 머신으로 신고하기

## 문제점
스팸을 받는 수신자에 입장에서는 직장인 83.4%가 스팸광고 때문에 업무 효율이 저하된다고 대답할 정도로 일상에 문제를 주고 있다. 통신사들이 스팸 메시지를 통해 큰 이익을 얻고 있기 때문에 통신사들이 이를 방관한다는 비판도 존재한다. 실제로 통신사들은 2008년 스팸메시지 발송으로 인해 2,000억원의 수익을 올린 것으로 드러났다. 통신사들이 이렇게 스팸에 대한 대책을 내놓지 않고 나몰라라 하면서 공정거래위원회에 의해 과징금이 부과된 경우도 있다.

## 같이 보기
- 스팸덱싱(spamdexing)